# Гаррисон, Линдли Миллер
Линдли Миллер Гаррисон (англ. Lindley Miller Garrison; 28 ноября 1864 — 19 октября 1932) — американский юрист и государственный деятель, военный министр США в кабинете Вудро Вильсона с 1913 по 1916 год.

## Биография
Гаррисон родился в Камдене (Нью-Джерси) (Нью-Джерси), в детстве учился в государственных школах и Протестантской епископальной академии (Филадельфия). Проучившись год в Академии Филлипса в Эксетере, с 1884 по 1885 год посещал Гарвардский университет в качестве «особого студента» (не внесённого в официальные списки). Далее изучал право в филадельфийской юридической фирме Redding, Jones & Carson, получил диплом юриста в Пенсильванском университете и в 1886 году был допущен к юридической практике. В 1888—1898 годах занимался юридической практикой в родном городе, а с 1899 года стал партнёром в фирме Garrison, McManus & Enright в Джерси-Сити. В том же году женился на Маргарет Хильдебёрн. В 1904—1913 году работал младшим судьёй Канцлерского суда штата Нью-Джерси (стал самым молодым из занимавших этот пост). В 1910 году губернатором этого штата стал Вудро Вильсон, который обратил внимание на способного юриста.
С 5 марта 1913 года по 10 февраля 1916 года занимал пост военного министра в администрации президента Вильсона, при этом взгляды президента и министра на военные вопросы были весьма различны. В 1913 году Гаррисон выступал за признание режима мексиканского генерала В. Уэрты, устроившего в стране военный переворот, однако президент и государственный секретарь имели иную точку зрения. Попытки Гаррисона убедить Вильсона использовать войска, чтобы урегулировать ситуацию в Мексике, также не увенчались успехом.
В начале Первой мировой войны в вопросе вмешательства США в военные действия был сторонником нейтралитета, носившего пробританский (и, соответственно, антигерманский) характер. В конце 1915 года, по мере роста в США милитаристских настроений был инициатором создания Континентальной армии численностью примерно 400 тыс. человек — резервных войск в дополнение к регулярной армии (численность которой предполагалось повысить со 110 до 140 тыс. чел.) и Национальной гвардии (130 тыс. чел.). Комитет Палаты представителей США по военным делам выступил против плана Гаррисона, и в итоге Вильсон предпочёл другой план, предусматривавший использование в качестве резерва Национальной гвардии, после чего Гаррисон подал в отставку.
После ухода из администрации Вильсона Гаррисон вернулся к адвокатской практике в фирме Hornblower, Miller & Garrison. В 1918—1923 году был управляющим имуществом компании Brooklyn Rapid Transit Company. В 1930 году оставил юридическую практику. Умер 19 октября 1932 года в своем доме в Си Брайт (Нью-Джерси).